# DH오토넥스
주식회사 DH오토넥스(영어: DHAUTONEX)는 대한민국의 자동차 부품 기업이다.